# 古賀若菜
古賀 若菜（こが わかな、2001年6月28日 - ）は、福岡県久留米市出身の、日本の女子柔道選手。階級は48kg級。身長154cm。リーチ162cm。握力は右39kg、左37kg。組み手は左組み。血液型はO型。段位は初段。得意技は背負投、寝技。憧れの選手は中村美里。

## 経歴
5人兄弟の長女で、柔道は4歳の時に長男に続いて始めた。弟3人もその後に続いた。高武館に所属していた上津小学校時代より全国クラスで活躍しており期待の声が高かった。小学5年の時に全国小学生学年別柔道大会40kg級で優勝して、柔志学舎の所属となった6年生の時には45kg級で優勝を飾った。田主丸中学に進むと、1年の時には早くも全国中学校柔道大会40kg級で優勝を果たした。2年の時には44kg級に出場して2連覇を達成した。近代柔道杯でチームは2位だったが、決勝で技あり優勢勝ちした以外は全て一本勝ちをしたことから一本勝ち大賞に選ばれた。なお、中学の1年先輩には素根輝がいた。3年の時には全日本カデでも優勝を飾った。全国中学校柔道大会には48kg級に出場するが、決勝で吉野中学3年の中馬梨歩に有効で敗れて日下部基栄以来となる大会3連覇、史上初の3階級制覇はならなかった。団体戦では準決勝で大成中学と対戦すると、個人戦の63kg級で優勝した小山遥佳を有効で破るなど48kg級の選手ながら大活躍してチームを決勝に押し上げるが、広陵中学戦では引き分けて2位にとどまった。
南筑高校へ進むと、1年の時には全日本カデの初戦で敗れた。金鷲旗では決勝で夙川学院高校と対戦すると、先鋒戦で1階級上の阿部詩に技あり2つを取られると、他のメンバーも阿部に次々と敗れ去った。しかし、大将の素根輝が阿部を始めとした相手チームのメンバー5人全員に一本勝ちする大活躍によりチームは優勝を飾った。インターハイでは決勝で富士学苑高校2年の野村真希をGSに入ってから技ありで破って1年生にして優勝を果たした。2年の時には全日本カデの決勝で国分中央高校2年の中馬に腰車の技ありで敗れて2位だった。金鷲旗では決勝の大成高校戦で引き分けるも、その後に素根が3人を破って2連覇を達成した。インターハイでは準決勝までオール一本勝ちすると、決勝では熊本西高校2年の白石響を指導2で破って2連覇を果たした。講道館杯では決勝まで進むも、57kg級世界チャンピオンの芳田司の妹である比叡山高校3年の芳田真に送襟絞で敗れて2位だった。3年の時には選抜体重別決勝で自衛隊体育学校の山崎珠美を大内刈で破って、同級では田村亮子（福岡工大附属高校出身）以来となる高校生女王に輝き、シニアの全国大会初優勝を飾った。7月のグランプリ・モントリオールでは準決勝でリオデジャネイロオリンピック金メダリストであるパウラ・パレトにGSに入ってから反則勝ちすると、決勝ではポルトガルのカタリナ・コスタを8分以上の戦いの末に背負投の技ありで破って、IJFワールド柔道ツアー初出場で優勝を飾った。この際に、「全ての大会で優勝して、東京五輪に近づけるように頑張っていきたい」とコメントした。なお、福岡県からオリンピックなど国際大会での活躍を目指す「ふくおかアスリート育成強化事業」の特別強化指定選手に選ばれた。金鷲旗では4回戦の埼玉栄高校戦で大将として登場すると、相手副将の体重が100kgある比嘉萌を大内刈の技ありで破る健闘を見せるも、大将同士の対戦で70kg級の佐藤星麗七に指導2で敗れて大会3連覇はならなかった。8月のインターハイでは昨年に続いて決勝で白石と対戦すると、GSに入ってから反則勝ちを収めて、2007年に旭川南高校の上野巴恵が70kg級で成し遂げて以来史上2人目となる大会3連覇を達成した。9月の全日本ジュニアでは決勝で東海大学1年の渡邉愛子に小外掛で敗れて2位にとどまった。10月の世界ジュニアでは準決勝でセルビアのアンドレア・ストヤディノフに技ありを先取されるも片手絞で逆転勝ちすると、決勝でフランスのシリヌ・ブクリを合技で破って優勝した。11月の講道館杯では準々決勝で52kg級から階級を下げてきた了徳寺大学職員の角田夏実に腕挫十字固で敗れるも、その後の敗者復活戦を勝ち上がって3位になった。11月のグランドスラム・大阪では準々決勝でスペインのフリア・フィゲロアに帯取返で敗れるも、敗者復活戦で元世界チャンピオンであるモンゴルのムンフバット・ウランツェツェグを袈裟固で破ると、3位決定戦では三井住友海上の近藤亜美に内股で技ありを取った後に、近藤が負傷したために棄権勝ちとなった。2020年2月のグランドスラム・パリでは準々決勝でムンフバットに反則勝ち、準決勝で地元フランスのメラニー・クレマンを合技で破るも、決勝では世界チャンピオンであるウクライナのダリア・ビロディドに払巻込の技ありで敗れて2位にとどまった。
4月からは山梨学院大学へ進学した。11月の講道館杯では準決勝で了徳寺大学職員の馬場彩子に技ありで敗れて3位だった。2年の時には体重別の決勝で角田に腕挫十字固で敗れて2位だった。しかしながら、将来性が評価されて世界選手権代表に追加で選出された。6月の世界選手権では準々決勝でムンフバットを大外刈、準決勝ではフィゲロアを技ありで破ると、2011年の世界選手権における浅見八瑠奈対福見友子以来、10年ぶりとなった日本人同士の決勝では角田に合技で敗れて2位にとどまった。10月のグランドスラム・パリでは準々決勝でブクリを技ありで破るなどして決勝まで進むと、フランスのメラニー・クレマンを崩袈裟固で破って優勝を飾った。2022年2月のグランドスラム・パリでは準決勝で角田に技ありで敗れるも、その後にクレマンを崩袈裟固で破って3位になった。3年の時には4月の体重別では準決勝でパーク24の渡名喜風南に崩上四方固で敗れて3位だった。なお、世界選手権代表には選ばれなかったが、アジア大会代表に選ばれた。7月のグランプリ・ザグレブでは決勝でフランスのメラニー・ビウを片手絞で破るなど、オール一本勝ちで優勝した。8月のアジア選手権では決勝で地元カザフスタンのアビバ・アブジャキノワを技ありで破って優勝した。12月のグランドスラム・東京では準決勝で修徳高校3年の宮木果乃に技ありで敗れて3位だった。続くワールドマスターズでは準決勝まで全て一本勝ちするも、決勝でブクリに技ありを取られて2位にとどまった。その直後の強化委員会で2023年の世界選手権代表に決まった。
2023年5月の世界選手権では準々決勝でブクリに技ありで敗れるも、その後の敗者復活戦を勝ち上がって3位になった。8月のワールドマスターズでは決勝でアメリカのマリア・セリア・ラボルデを背負投で破るなどオール一本勝ちして優勝した。10月の体重別団体では準々決勝の東海大学戦で吉岡光と引き分けると、チームは敗れて5位だった。
2024年2月のグランドスラム・パリでは準決勝でイタリアのアッスンタ・スクットに逆転勝ちするも、決勝では地元のブクリに技ありで敗れた。4月からはJR東日本の所属となった。体重別では決勝で宮木を払腰で破るなどオール一本勝ちして、今大会5年ぶり2度目の優勝を飾った。これにより、世界選手権代表に選出された。5月の世界選手権では3回戦でブラジルのナターシャ・フェレイラに開始早々のヘッドダイブで反則負けを喫した。9月のグランプリ・ザグレブでは決勝でカザフスタンのガリヤ・ティンバエワを合技で破るなどオール一本勝ちして優勝した。12月のグランドスラム・東京では準決勝で東海大学4年の吉岡光、決勝で同大学2年の近藤美月をそれぞれ技ありで破って優勝した。
2025年2月のグランドスラム・パリでは準決勝でブクリに有効で敗れて3位だった。4月の体重別では決勝で日大4年の原田瑞希を技ありで破って、今大会2年連続3度目の優勝を飾った。なお、世界選手権代表に選ばれた。6月の世界選手権では準々決勝でカザフスタンのアビバ・アブジャキノワと対戦すると、有効2つを先取しながら掛け逃げの反則で逆転負けを喫するも、敗者復活戦でパリオリンピック銅メダリストであるスウェーデンのタラ・バブルファトを技ありで破ると、3位決定戦でもブクリを有効で破って3位になった。
IJF世界ランキングは5510ポイント獲得で、3位(25/7/20現在)。　

## 戦績
- 2012年 - 全国小学生学年別柔道大会 優勝(40kg級)
- 2013年 - 全国小学生学年別柔道大会 優勝(45kg級)
- 2014年 - 全国中学校柔道大会 優勝(40kg級)

44kg級での戦績
- 2015年 - 全国中学校柔道大会 優勝
- 2016年 - 近代柔道杯 2位
- 2016年 - 全日本カデ 優勝
- 2016年 - ドイツカデ国際 優勝

48kg級での戦績
- 2016年 - 全国中学校柔道大会 2位
- 2016年 - 全日本ジュニア 7位
- 2017年 - 金鷲旗 優勝
- 2017年 - インターハイ 優勝
- 2018年 - 全日本カデ 2位
- 2018年 - 金鷲旗 優勝
- 2018年 - インターハイ 優勝
- 2018年 - 講道館杯 2位
- 2018年 - エクサンプロバンスジュニア国際 優勝
- 2019年 - 選抜体重別 優勝
- 2019年 - スペインジュニア国際 優勝
- 2019年 - グランプリ・モントリオール 優勝
- 2019年 - インターハイ 優勝
- 2019年 -　全日本ジュニア 2位
- 2019年 -　世界ジュニア　優勝
- 2019年 -　講道館杯　3位
- 2019年 -　グランドスラム・大阪 3位
- 2020年 -　グランドスラム・パリ　2位
- 2020年 -　講道館杯　3位
- 2021年 -　体重別　2位
- 2021年 -　世界選手権　2位
- 2021年 -　グランドスラム・パリ　優勝
- 2022年 -　グランドスラム・パリ 3位
- 2022年 -　体重別　3位
- 2022年 -　グランプリ・ザグレブ 優勝
- 2022年 -　アジア選手権 優勝
- 2022年 -　グランドスラム・東京 3位
- 2022年 -　ワールドマスターズ 2位
- 2023年 -　世界選手権　3位
- 2023年 -　ワールドマスターズ　優勝
- 2023年 -　体重別団体　5位
- 2024年 -　グランドスラム・パリ　2位
- 2024年 - 体重別　優勝
- 2024年 - グランプリ・ザグレブ　優勝
- 2024年 - グランドスラム・東京　優勝
- 2025年 - グランドスラム・パリ　3位
- 2025年 - 体重別　優勝
- 2025年 - 世界選手権　3位

(出典、JudoInside.com)